# Aygehovit
Aygehovit là một đô thị thuộc tỉnh Tavush, Armenia. Dân số ước tính năm 2011 là 3506 người.